# Ulrik Rath
Ulrik Rath (født 25. december 1946) er en dansk skakspiller, FIDE-mester, Danmarksmester i skak i 1974 og vinder af North Sea-mesterskabet i 1975.

## Karriere
I midten af 1970'erne var Rath en af de stærkeste skakspillere i Danmark. Han deltog mange gange ved finalerne ved danmarksmesterskabet i skak, og han vandt turneringen i 1974. I 1975 vandt han North Sea-mesterskabet. I 1976 vandt han International Chess tournament i Aarhus.
Rath spillede for Danmark ved skakolympiaden:
- I 1974 på andet bræt i Nice (+4, =10, -2),
- I 1976 på første bræt i Haifa (+2, =4, -3).

Rath spillede for Danmark ved de indledende runder i European Team Chess Championship:
- I 1977 på sjette bræt ved de indledende runder i European Team Chess Championship (+1, =1, -1).

Rath spillede for Danmark i Clare Benedict Cup:
- I 1977 på tredje bræt ved Clare Benedict Chess Cup i København (+0, =5, -0) og holdet vandt en guldmedalje.

Rath spillede for Danmark i Nordic Chess Cup:
- I 1977 på tredje bræt i Glücksburg (+0, =4, -1) og holdet vandt en bronzemedalje.